# Diachrysia multauri
Diachrysia multauri är en fjärilsart som beskrevs av Felix Bryk 1942. Diachrysia multauri ingår i släktet Diachrysia och familjen nattflyn. Inga underarter finns listade i Catalogue of Life.